# فیلیپ گوردن
فیلیپ گوردن (به فرانسوی: Philippe Gourdin) رمان‌نویس و داستان‌کوتاه‌نویس قرن بیستم میلادی اهل فرانسه است.